# Gmina Kleszczów
Gmina Kleszczów là một gmina nông thôn (khu hành chính) ở quận Bełchatów, Łódź Voivodeship, ở miền trung Ba Lan.  Khu vực hành chính của nó là làng Kleszczów, nằm khoảng 18 kilômét (11 mi)  về phía nam Bełchatów và 64 km (40 mi) về phía nam thủ phủ khu vực Łódź.
Gmina có diện tích 124,82 kilômét vuông (48,2 dặm vuông Anh) và tính đến năm 2006, tổng dân số của nó là 4.158 người.
Kleszczów có lẽ là "gmina" giàu có nhất ở Ba Lan (tính theo thu nhập từ thuế). Liên quan đến người nghèo nhất, nó có thu nhập gấp 100 lần. Lý do là sự hiện diện của mỏ than "Bełchatów" (than được gọi là "vàng đen" ở Ba Lan, là một trong những tài nguyên lớn nhất) và một nhà máy điện. Do đó, nơi thu nhập từ mỏ và nhà máy cung cấp 160 triệu PLN từ thuế, Kleszczów có thu nhập thuế trên đầu người cao hơn (hơn chục lần) so với ở thành phố Ba Lan (Warszawa -Warsaw) - khoảng 33560,89 zł đầu người (cũng vì dân số thấp). Bởi vì, trong gmina này (không bình thường ở Ba Lan) có các dịch vụ miễn phí dành cho cư dân: hồ bơi, bữa ăn và ngày lễ cho trẻ vị thành niên, đường tốt hơn và truy cập dịch vụ y tế tư nhân riêng biệt miễn phí.

## Làng
Gmina Kleszczów bao gồm các làng và các khu định cư như Adamów, Antoniówka, Bilgoraj, Bogumiłów, Czyżów, Dąbrowa, Dębina, Faustynów, Kamień, Karolów, Kleszczów, Kocielizna, Kolonia Łuszczanowice, Łękińsko, Łuszczanowice, Piaski, Rogowiec, Słok-Mlýn, Stefanowizna, Wola Grzymalina, Wolica và Żłobnica.

## Gmina lân cận
Gmina Kleszczów giáp với gmina khác như Belchatow, Dobryszyce, Kamieńsk, Kluki, Lgota Wielka, Sulmierzyce và Szczerców.